# Thomas James O'Leary
Thomas James O'Leary (New York, 21 giugno 1956) è un attore e cantante statunitense, noto soprattutto come interprete di musical teatrali.

## Biografia
Dopo essersi diplomato alla Windsor Locks High School nel 1974 e aver conseguito la laurea in teatro all'Università del Connecticut, esordì a Broadway nel 1991 nella prima statunitense di Miss Saigon. Ottenne il successo tre anni più tardi quando fu scelto per interpretare il Fantasma nell'Opera nella tournée statunitense del musical The Phantom of the Opera; successivamente tornò ad interpretare il ruolo del Fantasma a Broadway per tre anni tra il 1996 e il 1999. Fu scelto dal regista Harold Prince per interpretare il ruolo in occasione del decimo anniversario del musical a New York nel 1998.

## Filmografia parziale
- Sentieri (The Guiding Light) – serie TV, 3 episodi (1987-2000)
- Law & Order - I due volti della giustizia (Law & Order) – serie TV, episodio 11x17 (2001)
- La valle dei pini (All My Children) – serie TV, 2 episodi (2002-2004)
- Detective Monk (Monk) – serie TV, episodio 6x10 (2007)
- General Hospital – serie TV, episodio 1x11460 (2009)